# Tendências do Partido Socialismo e Liberdade
O Partido Socialismo e Liberdade (PSOL) do Brasil, de forma estatutária, admite a formação de tendências partidárias (ou correntes internas), que são organizações políticas com estrutura, funcionamento e posições próprias.
As tendências podem se agrupar livremente, apresentando teses nos Congressos Nacionais do partido e disputando as instâncias partidárias. Também costumam ter relações internacionais, sindicais, organizações de juventude e publicações próprias. O estatuto do PSOL garante também que as tendências possam se organizar em qualquer âmbito, seja municipal, estadual ou nacional.

## Lista de tendências nacionais
Ativa       Inativa       Extinta
| Nome | Nome                                                    | Sigla       | Ideologia                                         | Liderança                                 | Afiliação Internacional                                         | Fundação                 | Extinção                                                   |
| ---- | ------------------------------------------------------- | ----------- | ------------------------------------------------- | ----------------------------------------- | --------------------------------------------------------------- | ------------------------ | ---------------------------------------------------------- |
|      | Movimento Esquerda Socialista                           | MES         |                                                   | Luciana Genro                             | Quarta Internacional (pós-reunificação)(membro pleno)           | 6 de novembro de 1999    | —                                                          |
|      | Ação Popular Socialista                                 | APS, APS-NE |                                                   | Fernando Carneiro, Hilton Coelho          | Quarta Internacional (pós-reunificação) (observador permanente) | 2004                     | —                                                          |
|      | Liberdade, Socialismo e Revolução                       | LSR         | Trotskismo                                        | André Ferrari                             | Alternativa Socialista Internacional                            | 24 de maio de 2009       | —                                                          |
|      | Fortalecer o PSOL                                       | —           | Socialismo                                        | Berna Menezes                             |                                                                 | 2012                     | —                                                          |
|      | Alicerce                                                | —           |                                                   | Karen Santos                              |                                                                 | junho de 2013            | —                                                          |
|      | Insurgência                                             | —           |                                                   | Nadja Carvalho                            | Quarta Internacional (pós-reunificação)(membro pleno)           | 6 de outubro de 2013     | —                                                          |
|      | Liberdade e Revolução Popular                           | LRP         |                                                   | Gesa Corrêa                               |                                                                 | 2015                     | —                                                          |
|      | Construção Socialista                                   | CS          |                                                   | Neida Oliveira                            |                                                                 | 2011, no PSOL desde 2015 | —                                                          |
|      | Subverta                                                | SBVT        | Ecossocialismo                                    | Flávio Serafini, Talíria Petrone          | Quarta Internacional (pós-reunificação)(membro pleno)           | 12 de março de 2017      | —                                                          |
|      | Maloka Socialista                                       | MKS         | Socialismo revolucionário                         | Dani Monteiro, Danilo Korvo, Erick Ovelha |                                                                 | 31 de março de 2019      | —                                                          |
|      | Resistência                                             | —           | Socialismo revolucionário                         | Valério Arcary                            | Quarta Internacional (pós-reunificação) (observador permanente) | 30 de abril de 2018      | —                                                          |
|      | Primavera Socialista                                    | PS          | Socialismo democrático                            | Ivan Valente, Juliano Medeiros            |                                                                 | 30 de junho de 2019      | —                                                          |
|      | Centralidade do Trabalho                                | CT          |                                                   | Angélica Lovatto                          |                                                                 | 2021                     | —                                                          |
|      | Revolução Solidária                                     | —           | Socialismo                                        | Guilherme Boulos                          |                                                                 | 7 de março de 2021       | —                                                          |
|      | Revolução Socialista                                    | —           |                                                   | Prof.ª Silvia Leticia                     | Liga Internacional Socialista                                   | 10 de fevereiro de 2023  | —                                                          |
|      | Rebelião Ecossocialista                                 | RebEco      |                                                   | João Machado                              | Quarta Internacional (pós-reunificação)(membro pleno)           | 1 de maio de 2023        | —                                                          |
|      | Centelhas                                               | —           |                                                   | Maria da Consolação                       | Quarta Internacional (pós-reunificação)(membro pleno)           | 16 de maio de 2023       | —                                                          |
|      | Insurgência - Reconstrução Democrática                  | IRD         |                                                   | Renato Roseno                             | Quarta Internacional (pós-reunificação)(membro pleno)           | 29 de maio de 2024       | —                                                          |
|      | Práxis                                                  | —           |                                                   | Antonio Soler                             |                                                                 |                          | 2008, rompeu com o partido                                 |
|      | Coletivo Luta Vermelha                                  | CLV         |                                                   |                                           |                                                                 |                          | 2013, fundou a Insurgência                                 |
|      | Coletivo Socialismo e Liberdade                         | CSOL        |                                                   |                                           |                                                                 | Outubro de 2003          | 2013, fundou a Insurgência                                 |
|      | Enlace                                                  | —           |                                                   |                                           |                                                                 |                          | 2013, fundou a Insurgência                                 |
|      | Coletivo Resistência Socialista                         | CRS         |                                                   |                                           |                                                                 | 2012                     | 2016, fundou a NOS                                         |
|      | Movimento por uma Alternativa Independente e Socialista | MAIS        |                                                   | Valério Arcary                            |                                                                 | 23 de julho de 2016      | 30 de abril 2018, fundou a Resistência                     |
|      | Nova Organização Socialista                             | NOS         |                                                   |                                           |                                                                 | 2016                     | 30 de abril 2018, fundou a Resistência                     |
|      | Movimento de Luta dos Trabalhadores                     | MLT         |                                                   |                                           |                                                                 |                          | 15 de maio de 2018, ingressou na Resistência               |
|      | Movimento Luta Pelo Socialismo                          | M-LPS       |                                                   |                                           |                                                                 |                          | 27 de maio de 2018, ingressou na Resistência               |
|      | Comunismo e Liberdade                                   | —           |                                                   |                                           |                                                                 | 2016                     | 18 de abril de 2019, ingressou na Comuna                   |
|      | Ação Popular Socialista - Corrente Comunista            | APS-CC      |                                                   | Juliano Medeiros, Ivan Valente            |                                                                 | 2012                     | 30 de junho de 2019, fundou a Primavera Socialista         |
|      | Coletivo Rosa Zumbi                                     | —           |                                                   |                                           |                                                                 | 2012                     | 30 de junho de 2019, fundou a Primavera Socialista         |
|      | Somos PSOL                                              | —           |                                                   | Edilson Silva                             |                                                                 | 2012                     | 30 de junho de 2019, fundou a Primavera Socialista         |
|      | Resistência Popular Socialista                          | RPS         |                                                   | Adelita Monteiro                          |                                                                 | 2013                     | 30 de junho de 2019, fundou a Primavera Socialista         |
|      | Coletivo Poder Popular                                  | PoP         |                                                   | Nilton Nallin                             |                                                                 | 2017                     | 30 de junho de 2019, fundou a Primavera Socialista         |
|      | Trabalhadores na Luta Socialista                        | TLS         |                                                   | Leandro Recife                            |                                                                 | 2009                     | 30 de janeiro de 2021, ingressou no MES                    |
|      | Coletivo Primeiro de Maio                               | C1M         |                                                   | Raul Marcelo                              |                                                                 | 2012                     | 13 de fevereiro de 2021, ingressou no MES                  |
|      | Coletivo KÀAWÈE                                         | —           |                                                   |                                           |                                                                 | —                        | 28 de março de 2021, ingressou no Fortalecer o PSOL        |
|      | Princípios Revolucionários da Ideologia Socialista      | PRIS        |                                                   |                                           |                                                                 |                          | 21 de julho de 2021, ingressou na Alternativa Socialista   |
|      | Brigadas Populares                                      | BP          |                                                   | Bella Gonçalves                           |                                                                 | 2011, no PSOL desde 2019 | agosto de 2021, ingressou na Revolução Solidária           |
|      | Coletiva Rebelião                                       | —           | Trotskismo, Mandelismo, Morenismo, Ecossocialismo | Dafne Sena                                |                                                                 | 26 de agosto de 2020     | 5 de setembro de 2021, ingressou na Resistência            |
|      | Nova Práxis                                             | NP          |                                                   | Modesto Neto, Robério Paulino             |                                                                 | 2015                     | 2022, ingressou na Alternativa Socialista                  |
|      | Socialismo ou Barbárie                                  | SoB         |                                                   | Antonio Soler                             |                                                                 | no PSOL desde 2016       | 6 de maio de 2022, rompeu com o partido                    |
|      | Grupo de Ação Socialista                                | GAS         |                                                   |                                           |                                                                 |                          | 20 de junho de 2022, ingressou na Luta Socialista          |
|      | Luta Socialista                                         | LS          |                                                   | Douglas Diniz, Prof.ª Silvia Leticia      |                                                                 | 2015                     | 10 de fevereiro de 2023, fundou a Revolução Socialista     |
|      | Alternativa Socialista                                  | AS          |                                                   | Modesto Neto, Verónica O'Kelly            |                                                                 | 2018                     | 10 de fevereiro de 2023, fundou a Revolução Socialista     |
|      | Movimento Viva o PSOL                                   | —           |                                                   | Ivan Moraes                               |                                                                 |                          | 18 de abril de 2023, ingressou no Subverta                 |
|      | Comuna                                                  | —           | Trotskismo, Mandelismo, Ecossocialismo            | Camila Valadão, João Machado              | Quarta Internacional (pós-reunificação)                         | 8 de março de 2017       | 30 de abril de 2023. Se dividiu em diferentes organizações |
|      | Corrente Socialista de Trabalhadoras e Trabalhadores    | CST         |                                                   | João Batista "Babá"                       | Unidade Internacional dos Trabalhadores - IV Internacional      | junho de 1992            | 5 de junho de 2023, rompeu com o partido                   |
|      | Revolução Brasileira                                    | —           | Marxismo                                          | Nildo Ouriques                            |                                                                 | 15 de abril de 2017      | 24 de junho de 2023, rompeu com o partido                  |
|      | Anticapitalistas                                        | —           | Ecossocialismo                                    | Gilson Amaro                              |                                                                 | 2020                     | 2023                                                       |
|      | Esquerda Marxista                                       | EM          | Trotskismo, Grantismo                             | Serge Goulart                             | Corrente Marxista Internacional                                 | 2007, no PSOL desde 2017 | 8 de novembro de 2023, rompeu com o partido                |
|      | Raiz Popular                                            | —           |                                                   | Toninho Vespoli                           |                                                                 | março de 2019            | 8 de dezembro de 2024, ingressou na Revolução Solidária    |
|      | Revolução Ecossocialista                                | —           |                                                   | Thiago Ávila                              |                                                                 | 11 de junho de 2021      | 11 de março de 2025, rompeu com o partido                  |
|      | Coletivo Educação em Primeiro Lugar                     | —           |                                                   | Carlos Giannazi, Luciene Cavalcante       |                                                                 | 2020                     | 23 de março de 2025, ingressou na Revolução Solidária      |

## Atuais

### Fortalecer o PSOL
Uma parte do grupo que compõe a corrente se organizou no início dos anos 2000 como Movimento de Unidade Socialista (MUS), ainda no Partido dos Trabalhadores (PT), a partir de uma cisão do Movimento Esquerda Socialista (MES). Com a criação do PSOL, o MUS junta-se com cisões de outras organizações oriundas do PT e passa a compor o PSOL. Dentro do MUS, porém, nunca houve uma fusão completa, contribuindo para que mais tarde os grupos se separassem.
Um dos principais motivos que originou o agrupamento (chamado na época de MUS) foi a divergência com o resto do MES sobre a saída do PT em 2003, por acreditar que deveriam permanecer ainda no partido. Porém o processo de fundação do PSOL (metade de 2004) acaba por pressionar mais rupturas do PT. No final de 2004, o MUS junta-se com cisões da Democracia Socialista (DS) e da Articulação de Esquerda (AE), ambas correntes pertencentes à esquerda petista, e então forma-se o Enlace, que passa a atuar no PSOL. Na composição nacional do Enlace, os militantes do antigo MUS tiveram hegemonia somente no estado do Rio Grande do Sul.
No 1º Congresso do PSOL (2007), o Enlace saiu sozinho em uma chapa para a votação de direção do partido, não conseguindo obter vitória. Porém, no 2º Congresso (2009), o Enlace uniu-se à Ação Popular Socialista (APS) e dessa vez obtiveram a direção do partido. Durante as eleições de 2010, surge uma divergência entre a direção nacional do Enlace e os militantes do Rio Grande do Sul. Após a decisão do MES (corrente que dirige o PSOL-RS) de abrir mão de um dos dois candidatos a senador pelo partido, para apoiar o candidato Paulo Paim do PT, o Enlace gaúcho votou à favor da decisão, contrariando a direção nacional da corrente, que se manifestou desautorizando-os. É no ano seguinte que o setor rompe com Enlace, assinando uma tese individualmente para o Congresso do PSOL. Isso se dá, principalmente, pelo fato do Enlace deixar de apoiar a APS-CC (tendência majoritária no partido). O MUS, discordando do resto do Enlace e rompendo com ele, continuou (junto à corrente TLS) unido à APS-CC, compondo uma chapa com ela no Congresso e vencendo novamente.
No 4º Congresso, em 2013, o Fortalecer o PSOL, junto com a APS-CC e com outros agrupamentos, assinou a tese "Unidade Socialista por um PSOL Popular", que reivindicava a direção partidária majoritária naquele período.
A partir do 7º Congresso a tendência rompe com o setor majoritário, dirigido pela Primavera Socialista (antiga APS-CC), e passa a compor o bloco de esquerda, junto com o MES e outras correntes.

### Insurgência
A Insurgência é uma tendência interna fundada em outubro de 2013 a partir da fusão das tendências Enlace, Coletivo Socialismo e Liberdade (CSOL) e Coletivo Luta Vermelha (CLV), anunciada no "Manifesto por uma nova corrente revolucionária". Faz parte da seção brasileira da Quarta Internacional (pós-reunificação) desde 2015. A Insurgência é uma das representantes do mandelismo (um setor do trotskismo) no país.
A organização publica a revista À Esquerda. No movimento sindical organizam-se tanto na INTERSINDICAL como na CSP-Conlutas. Dentro do PSOL, a corrente compôs o chamado Bloco de Esquerda durante o período que compreende o x4º, 5º e o 6º Congressos Nacionais do PSOL. No movimento estudantil e de juventude impulsiona o RUA - Juventude Anticapitalista.
Em fevereiro de 2014 a Insurgência oficializou o lançamento da pré-candidatura de Renato Roseno à presidência da República.
Durante a crise política que resultou no golpe jurídico parlamentar em 2016, a Insurgência passou por uma grande divisão. Um dos agrupamentos manteve o nome Insurgência e outros três adotaram os seguintes nomes: Comuna, Subverta e Comunismo e Liberdade. Este último acabou se desfazendo alguns anos depois, se diluindo na Comuna e em outros agrupamentos. Em 2023 Comuna se dissolveu, dando origem à duas novas organizações: a Rebelião Ecossocialista e a Centelhas.

### Insurgência - Reconstrução Democrática
A Insurgência - Reconstrução Democrática (IRD) surgiu em maio de 2024 a partir de uma ruptura da tendência Insurgência. Assim como as demais rupturas desta tendência, mantém-se como parte da seção brasileira da Quarta Internacional (pós-reunificação). Tem como principal figura pública o deputado estadual Renato Roseno (PSOL-CE). Em julho de 2025 a IRD anunciou a saída do campo majoritário do partido, o PSOL de Todas as Lutas (PTL), em um chamado para a conformação de um terceiro campo interno.

### Liberdade e Revolução Popular
Liberdade e Revolução Popular (LRP) é uma dissidência de 2015 da Ação Popular Socialista - Nova Era (APS-NE).

### Liberdade, Socialismo e Revolução - LSR
Liberdade, Socialismo e Revolução (LSR) é a seção brasileira da Alternativa Socialista Internacional (ASI) e foi fundada no ano de 2009 a partir da unificação das tendências internas Socialismo Revolucionário (SR) e Coletivo Liberdade Socialista (CLS).

### Movimento Esquerda Socialista
O Movimento Esquerda Socialista (MES) surgiu no ano de 1999 a partir de uma cisão da Corrente Socialista dos Trabalhadores (CST), então corrente do Partido dos Trabalhadores. Inicialmente, sua atuação se concentrava no estado do Rio Grande do Sul. No campo internacional, mantém relações com o Secretariado Unificado da Quarta Internacional (SU-QI). Deixou o PT em 2003, ano em que a principal liderança do MES e então deputada federal, Luciana Genro (RS), fora expulsa do partido. No mesmo ano, foi uma das organizações fundadoras do PSOL. Após as eleições de 2018, passou a ser a segunda corrente com mais deputados federais do PSOL, com três de seus membros entre os dez deputados federais eleitos pelo PSOL: Sâmia Bomfim (SP), David Miranda (RJ) e Fernanda Melchionna (RS). Em 1º de janeiro de 2021, com a posse de Edmilson Rodrigues na Prefeitura de Belém, sua suplente, Vivi Reis (PA), assume a vaga e se torna a quarta deputado federal do MES na 55ª legislatura. Impulsiona uma publicação teórico-política própria, a Revista Movimento.  Também impulsiona o Juntos, um coletivo de juventude e o Juntas, um coletivo de mulheres.

### Primavera Socialista
A Primavera Socialista foi fundada em junho de 2019 a partir da fusão das correntes Ação Popular Socialista - Corrente Comunista (APS-CC), Coletivo Rosa Zumbi, Somos PSOL e outros sete coletivos regionais. Dentre seus membros, conta com nomes como Paula Coradi (presidenta nacional do partido), Juliano Medeiros (ex-presidente nacional do partido), Edmilson Rodrigues (ex-prefeito de Belém) e Ivan Valente (deputado federal).

### Resistência
Tendência surgida da união das seguintes organizações:
- Movimento por uma Alternativa Independente e Socialista (MAIS), formado a partir de uma ruptura do PSTU tornada pública em julho de 2016, quando 739 militantes assinaram um manifesto de ruptura,[119][120] e posteriormente fundaram o Movimento por uma Alternativa Independente e Socialista;[51][57][121]
- Nova Organização Socialista;[52][122][123]
- Movimento de Luta dos Trabalhadores;[124]
- Movimento Luta Pelo Socialismo;[125]
- Coletiva Rebelião;[126]
- Dissidentes da LSR.[127]

### Revolução Solidária
A Revolução Solidária (RS) é uma corrente do PSOL que tem Guilherme Boulos como sua principal figura. Surge da unidade, dentro do partido, entre Unidade Aberta e o Movimento dos Trabalhadores sem Teto (MTST), agregando setores que eram do Fortalecer o PSOL e a parcela da militância partidária das Brigadas Populares. Além de Boulos, possui como figuras públicas o deputado federal Pastor Henrique Vieira (RJ), a deputada federal Erika Hilton (SP), e as deputadas estaduais Renata Souza (RJ), Bella Gonçalves (BH), e Ediane Maria (SP).

### Subverta
O Subverta surgiu em 2017 a partir de dissidências da tendência Insurgência. Uma das seções brasileiras do Secretariado Unificado da Quarta Internacional (SU-QI). Possui como figuras públicas a deputada federal Talíria Petrone (RJ) e o deputado estadual Flávio Serafini (RJ). Impulsiona o coletivo de juventude Travessia.

## Antigas

### Ação Popular Socialista - Corrente Comunista
Dissidência da Ação Popular Socialista, corrente que deixou o Partido dos Trabalhadores no fim de setembro de 2005. Fundiu-se com outras correntes para formar a Primavera Socialista.

### Coletivo Poder Popular
O Coletivo Poder Popular foi fundado em 2017 a partir de militantes do estado do Rio de Janeiro e se expandiu para Goiás e Distrito Federal. Participou ativamente do Congresso de 2017 e em 30 de junho de 2019 fundiu-se com outras correntes, formando a Primavera Socialista.

### Coletivo Primeiro de Maio
O Coletivo Primeiro de Maio foi fundado em 2012, reunindo principalmente militantes do interior de São Paulo.
Em 2013 apoiou o nome de Luciana Genro como pré-candidata à presidência da república, em contraposição ao nome do senador Randolfe Rodrigues.
No dia 13 de fevereiro de 2021, o Coletivo Primeiro de Maio anunciou seu ingresso no Movimento Esquerda Socialista.

### Coletivo Resistência Socialista
O grupo surgiu a partir de uma dissidência de 2012 do extinto Coletivo Socialismo e Liberdade (CSOL), outra tendência do PSOL.[carece de fontes?]
Dentro do PSOL, o CRS escreveu contribuições para o 4º e 5º Congressos (2013 e 2015) e é uma das correntes radicais pequenas que compõe o chamado Bloco de Esquerda, ala do partido que se opõe a atual direção nacional formada pelo bloco Unidade Socialista (US) e às suas práticas. Entre os membros mais notáveis do CRS está a professora Sônia Meire, candidata em 2014 a governadora de Sergipe pelo PSOL e pela Frente de Esquerda, que conseguiu 4,16% dos votos.[carece de fontes?]
Em março de 2016, fundiu-se com outras correntes denominadas como: Movimento ao Socialismo (MAS) e Reage Socialista para dar origem à Nova Organização Socialista.[carece de fontes?]

### Coletivo Socialismo e Liberdade
O Coletivo Socialismo e Liberdade (CSOL) surgiu em 2003 a partir de uma cisão no Partido Socialista dos Trabalhadores Unificado (PSTU) e que aderiu à fundação do PSOL em 2004. Em 2012 um setor dos militantes do CSOL rompeu com a organização e passou a construir o Coletivo Resistência Socialista (CRS) dentro do PSOL. Em 2013 os membros remanescentes do CSOL se fundem com as tendências psolistas Enlace e CLV, formando a Insurgência.

### Comuna
A Comuna foi fundada em 2017 a partir de dissidências da tendência interna Insurgência. Era uma das seções brasileiras do Secretariado Unificado da Quarta Internacional (SU-QI). A Juventude Ecoar era sua organização de juventude e movimento estudantil. Deixou de existir em 30 de abril de 2023, se dividindo em diferentes organizações.

### Corrente Socialista de Trabalhadoras e Trabalhadores
Fundamenta-se no legado teórico do ucraniano Leon Trótski e do argentino Nahuel Moreno. Atualmente, a CST organiza-se como corrente interna do Partido Socialismo e Liberdade (PSOL), sendo uma das organizações fundadoras desse partido, atuando, com outras correntes, na ala mais à esquerda da sigla. Tendo como estratégia a revolução socialista, a CST diz propor-se a cooperar na construção de uma organização revolucionária, tentando fortalecer a unidade entre as organizações de esquerda combativa. A CST é a seção no Brasil da Unidade Internacional dos Trabalhadores - Quarta Internacional (UIT-QI) e sua figura pública mais conhecido é o paraense João Batista Oliveira de Araújo "Babá" (ex-deputado federal pelo Pará e ex-vereador do Rio de Janeiro).
A Corrente Socialista dos Trabalhadores surge por volta do ano de 1992 de uma cisão da Convergência Socialista (CS), antiga corrente do Partido dos Trabalhadores (PT), quando essa fora expulsa da sigla. Enquanto a maioria da Convergência Socialista, organização que era filiada internacionalmente à LIT-QI, decidia construir um novo partido, a cisão que deu origem a CST tinha uma outra análise da conjuntura. A CST, então, rompe nacionalmente com a CS e internacionalmente com a LIT-QI, retornando para o PT, onde atuou por mais 11 anos, enquanto que a CS acaba por fundar o Partido Socialista dos Trabalhadores Unificado (PSTU). Mais tarde, a CST filia-se à UIT-QI, organização internacional que contém partidos que também romperam com a LIT-QI.
Um pouco antes da eleição presidencial de Luiz Inácio Lula da Silva, a CST já considerava o rompimento com o PT, por discordar dos rumos tomados pelo partido. A ideia se concretizou após a expulsão do então deputado Babá, dirigente da CST, por esse não concordar com a Reforma da Previdência imposta pelo PT. A partir de então, junto com outras organizações da esquerda radical oriundas do PT, como o Movimento Esquerda Socialista, e com outras cisões mais recentes do PSTU, como o Coletivo Socialismo e Liberdade (CSOL), a CST impulsionou a criação do PSOL, que obteve registro em 2005.
A CST publica o periódico quinzenal Combate Socialista.
Em junho de 2023, a CST anunciou seu rompimento com o PSOL, deixando de atuar como uma tendência partidária.

### Esquerda Marxista
A Esquerda Marxista (EM) foi fundada em 2007, é uma organização trotskista, seção brasileira da Corrente Marxista Internacional (CMI).

### Luta Socialista
Luta Socialista (LS) era uma dissidência da Corrente Socialista dos Trabalhadores (CST) ocorrida em 2015, com maior inserção no estado do Pará. Em 2023 fundiu-se com a tendência interna Alternativa Socialista (AS), formando a Revolução Socialista.

### Práxis
O grupo Práxis foi uma corrente de esquerda, de orientação marxista, que atuou como tendência no interior do Partido Socialismo e Liberdade (PSOL) desde o seu processo de formação. Vinculava-se a uma corrente de esquerda em âmbito internacional denominada Socialismo ou Barbárie, presente em diversos países da América Latina. Em julho de 2008, após a II Conferência Eleitoral do PSOL, o Grupo Práxis rompe com o partido.

### Revolução Brasileira
A Revolução Brasileira é uma organização política brasileira de orientação marxista, que atuava como corrente interna do PSOL. Foi constituída a partir da publicação do Manifesto pela Revolução Brasileira, documento lançado publicamente em 15 de abril de 2017. Politicamente, a Revolução Brasileira se diferencia de outras correntes do partido por propor um novo radicalismo político de esquerda no Brasil, que se paute numa crítica contundente ao chamado "sistema petucano", entendido como o modus operandi dos governos do PSDB e do PT. Partindo do pressuposto que, no Brasil, se vive uma verdadeira guerra de classes, aprofundado pelo fim de governos conciliatórios e pela eleição do presidente Jair Bolsonaro, a organização entende que a saída para a radicalidade à direita é a radicalidade à esquerda, reafirmando seu compromisso com a construção de uma Revolução Brasileira.
Em 2018, a organização lançou a pré-candidatura de Nildo Ouriques para a presidência da República, tendo retirado a candidatura após divergências com a condução do processo de eleição dos candidatos a presidência e vice-presidência que iriam representar o partido em 2018, que culminou com escolha da chapa encabeçada por Guilherme Boulos e Sônia Guajajara.[carece de fontes?]
Em junho de 2023, a Revolução Brasileira anunciou seu rompimento com o PSOL, deixando de atuar como uma tendência partidária.

## Campos
As correntes com maior afinidade programática entre si conformam campos que escrevem teses congressuais e resoluções em conjunto nas instâncias diretivas, embora muitas organizações acabem atuando de forma independente.

### Atuais

#### PSOL de Todas as Lutas
Campo formado pelos campos PSOL Popular, PSOL Semente, coletivos regionais e militantes e intelectuais independentes do Rio de Janeiro (anteriormente conhecidos como Grupo do Rio). Atualmente é o campo majoritário do partido, com 58% da Executiva e Diretório Nacional, conquistada após o VII Congresso

##### PSOL Popular
Campo formado no 7° Congresso pela Primavera Socialista, Revolução Solidária, Muitas (movimento de mulheres de MG, liderado pela deputada Áurea Carolina) e Unidade Aberta (agrupamento formado pelas Brigadas Populares, Movimento 9 de Maio e Círculos Populares, que posteriormente ingressou na Revolução Solidária). Tem como dirigentes Guilherme Boulos, Ivan Valente, Edmilson Rodrigues e Juliano Medeiros, conquistando cerca de 40% do Diretório e Executiva Nacionais. Esse agrupamento defendia a participação do PSOL no governo Lula.

No 8° Congresso, assinaram a tese do PSOL Popular as correntes Primavera Socialista, Revolução Solidária, Educação em Primeiro Lugar (SP), Frente de Lutas Populares (MS), Independentes do RJ, Poder Popular (GO), Raiz Popular (SP) e independentes.

##### PSOL Semente
Campo formado pelas correntes, que anteriormente se organizavam no Bloco de Esquerda, Insurgência, Resistência, Subverta, Maloka Socialista, Movimento Viva o PSOL, Rebelião e Carmen Portinho. Tem como principais dirigentes Renato Roseno, Valério Arcary, Flávio Serafini, Talíria Petrone, Silvia Ferraro e Tarcísio Motta. É próximo ao PSOL Popular e apoiou a pré-candidatura de Guilherme Boulos a presidência em 2018.

### Antigos

#### Unidade Socialista
Agrupamento majoritário surgido durante o IV Congresso (2013), formado pelas correntes Ação Popular Socialista - Corrente Comunista, Fortalecer o PSOL, Somos PSOL e agrupamentos regionais menores. Tinha como principais figuras públicas Luiz Araujo, Ivan Valente, Juliano Medeiros e Edilson Silva.

#### Bloco de Esquerda
Agrupamento de oposição durante o IV, V e VI Congresso que reunia as correntes à esquerda no partido, formado pelas correntes Movimento Esquerda Socialista (MES), Insurgência, Ação Popular Socialista - Nova Era (APS-NE), Trabalhadores na Luta Socialista (TLS), Corrente Socialista dos Trabalhadores (CST), Coletivo Resistência Socialista (CRS), Liberdade, Socialismo e Revolução (LSR), Coletivo 1° de Maio e agrupamentos regionais menores. No VI Congresso, a Insurgência decide romper com o campo, enquanto suas dissidências Subverta e Comuna permanecem.

#### Movimento da Esquerda Radical
Campo crítico à aproximação eleitoral com partidos de centro-esquerda como PT e PCdoB. Foi formado, entre 2020 e 2021, pelas correntes Alternativa Socialista, Coletivo Esperançar, Grupo de Ação Socialista (GAS), Liberdade e Revolução Popular (LRP), Luta Socialista (LS), Princípios Revolucionários da Ideologia Socialista (PRIS), PSOL pela Base e Socialismo ou Barbárie (SoB).
 Tinha como dirigentes Plínio de Arruda Sampaio Júnior, Carlos Giannazi, Celso Giannazi e Silvia Letícia.
O campo foi dissolvido em 2022, uma vez que dirigentes como Plínio de Arruda Sampaio Jr. e a corrente SoB romperam com o partido, o GAS decidiu ingressar na Luta Socialista, o PRIS decidiu ingressar na Alternativa Socialista, a Luta Socialista decidiu pela fusão com a Alternativa Socialista, fundando a Revolução Socialista e o Coletivo Esperançar (rebatizado Educação em Primeiro Lugar) migrou para o campo majoritário.

## Correlação de Forças no II Congresso Nacional do PSOL
A eleição da Executiva Nacional durante o II Congresso Nacional do PSOL, realizado em 2009, revelou a seguinte correlação de forças:
| Tendência                                   | Número de dirigentes | %     |
| ------------------------------------------- | -------------------- | ----- |
| Ação Popular Socialista (APS)               | 4                    | 23,5  |
| Movimento de Esquerda Socialista (MES)      | 3                    | 17,6  |
| Movimento Terra e Liberdade (MTL)           | 3                    | 17,6  |
| Enlace                                      | 2                    | 11,75 |
| Corrente Socialista dos Trabalhadores (CST) | 2                    | 11,75 |
| Trabalhadores na Luta Socialista (TLS)      | 1                    | 5,8   |
| Coletivo Socialismo e Liberdade (CSOL)      | 1                    | 5,8   |
| Poder Popular                               | 1                    | 5,8   |

## Resultados dos Congressos Nacionais do PSOL
| Chapa                                  | Forças | Votos | %     |
| -------------------------------------- | --- | ----- | ----- |
| I Congresso (2007)                     | |       |       |
| Organizar, Lutar e Vencer              | MES, MTL e APS; Chico Alencar, Heloísa Helena, Milton Temer | 467   | 63,7% |
| Bloco Classista e Socialista           | CST, CSOL, AS e SR; Plínio de Arruda Sampaio | 174   | 23,7% |
| Por um Brasil Socialista e Sustentável | Enlace | 78    | 10,7% |
| Construindo o PSOL                     | Rosa do Povo; Raul Marcelo | 14    | 1,9%  |
| II Congresso (2009)                    | |       |       |
| Chapa 1                                | APS, Enlace, CSOL, Rosa do Povo e TLS; Raul Marcelo | 182   | 48,9% |
| Chapa 3                                | MES, MTL; Heloísa Helena, Milton Temer, Carlos Giannazi | 152   | 40,9% |
| Chapa 2                                | CST, CRS e LSR | 38    | 10,2% |
| III Congresso (2011)                   | |       |       |
|                                        | APS, TLS, parte do Enlace (Fortalecer o PSOL-MUS) | 139   | 42,2% |
|                                        | MES, CST | 77    | 23,4% |
|                                        | MTL, dissidência MES (Somos PSOL) | 67    | 20,4% |
|                                        | CSOL, LSR e parte do Enlace | 46    | 14%   |
| IV Congresso (2013)                    | |       |       |
| Unidade Socialista por um PSOL popular | APS-CC, Fortalecer o PSOL, Somos PSOL, MTL | 201   | 51,9% |
| Bloco de Esquerda                      | MES, Insurgência, CST, APS-NE, TLS, CRS, LSR, 1° de Maio | 175   | 45,2% |
| Para o PSOL Continuar Necessário       | Rosa Zumbi, Chico Alencar, Marcelo Freixo | 11    | 2,8%  |
| V Congresso (2015)                     | |       |       |
| PSOL Sem Medo                          | APS-CC, Fortalecer o PSOL, Somos PSOL, RPS, MTL | 168   | 50,6% |
| Piracema                               | MES, Insurgência, APS-NE, CST, TLS, CRS, LSR, 1° de Maio, Chico Alencar, Marcelo Freixo | 149   | 44,9% |
| Terceira Margem do Rio                 | Rosa Zumbi | 15    | 4,5%  |
| VI Congresso (2017)                    | |       |       |
| Sem Medo de Lutar                      | APS-CC, Fortalecer o PSOL, Somos PSOL, Rosa Zumbi, RPS, Glauber Braga | 207   | 54,5% |
| Bloco de Esquerda                      | MES, APS-NE, TLS, CST, Comuna, Subverta, MAIS, NOS, LSR, 1° de Maio, LS, LRP | 148   | 38,9% |
| Reinventar o Futuro Agora              | Insurgência, Muitas, Chico Alencar, Marcelo Freixo, Jean Wyllys | 25    | 6,6%  |
| VII Congresso (2021)                   | |       |       |
| PSOL de Todas as Lutas                 | Primavera Socialista, Revolução Solidária, Resistência, Insurgência, Subverta, Muitas, Unidade Aberta, Vamos PSOL, Raiz Popular, Viva o PSOL, Chico Alencar                                                         | 228   | 56,9% |
| PSOL de Cara Própria                   | MES, Fortalecer o PSOL, APS-NE, Comuna, Movimento da Esquerda Radical, CST, Construção Socialista, Alicerce, Centralidade do Trabalho, Glauber Braga                                                                | 173   | 43,1% |
| VIII Congresso (2023)                  | |       |       |
| PSOL de Todas as Lutas                 | Primavera Socialista, Revolução Solidária, Resistência, Insurgência, Subverta, Frente de Lutas Populares (MS), Educação em Primeiro Lugar, Raiz Popular, Maloka Socialista, Poder Popular (GO), Independentes do RJ | 300   | 67,1% |
| Bloco Democrático e de Esquerda        | MES, Coletivo Independente (BA), APS-NE, Fortalecer o PSOL, Rebelião Ecossocialista, Centelhas, Revolução Socialista, Levante dos Búzios (BA), Alicerce, LSR, Glauber Braga                                         | 147   | 32,9% |